# 粕川町西田面
粕川町西田面（かすかわまちにしたなぼ）は、群馬県前橋市の地名。旧粕川村時代は、住所で勢多郡粕川村大字西田面の地域である。また、前橋市合併後は村名の粕川村が粕川町となり、そのあと大字名がつくため前橋市粕川町○○となる。面積は0.42km2(2013年現在)。郵便番号は371-0217。

## 地理
前橋市の東部、赤城山の南麓、粕川中流左岸に位置している。

## 歴史
江戸時代頃からある地名である。寛文-元禄年間に田面村が東田面村と西田面村に分かれて成立したと考えられている。はじめは前橋藩領、明和4年に幕府領を経て、安永8年からは出羽松山藩領だった。

### 年表
- 1889年 市町村制が施行され、14村が合併し、群馬県南勢多郡粕川村大字西田面となる。
- 1896年 郡統合（東群馬郡と南勢多郡の統合）により勢多郡に所属し勢多郡粕川村大字西田面となる。
- 2004年 平成の大合併で粕川村は、宮城村、大胡町とともに、前橋市に合併し、群馬県前橋市粕川町西田面となる。

### 地名の由来
古くから田の好適地で、赤城山南麓に農業が入ってすぐ開発されたことによる。

## 世帯数と人口
2017年（平成29年）8月31日現在の世帯数と人口は以下の通りである。
| 町丁         | 世帯数  | 人口  |
| ------------ | ------- | ----- |
| 粕川町西田面 | 193世帯 | 470人 |

## 小・中学校の学区
市立小・中学校に通う場合、学区は以下の通りとなる。
| 番地 | 小学校             | 中学校             |
| ---- | ------------------ | ------------------ |
| 全域 | 前橋市立粕川小学校 | 前橋市立粕川中学校 |

## 交通

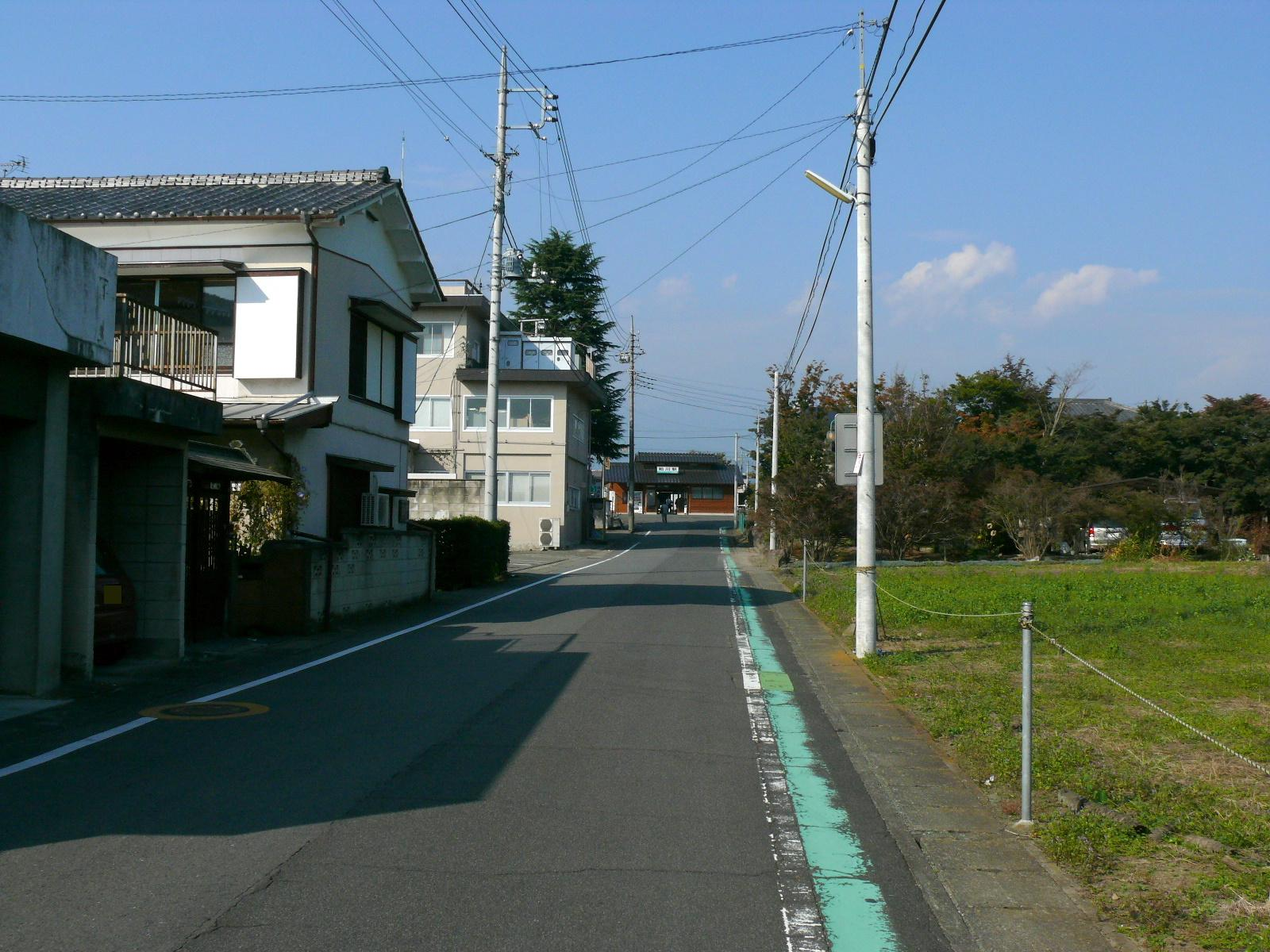
群馬県道113号粕川停車場線の中間地点より粕川駅を望む。

### 鉄道
町内に上毛電気鉄道上毛線粕川駅がある。

### バス
赤城タクシーが運行を行っているデマンドバス方式のふるさとバスがある。

### 道路
県道の群馬県道3号前橋大間々桐生線、群馬県道113号粕川停車場線が通過。

## 施設

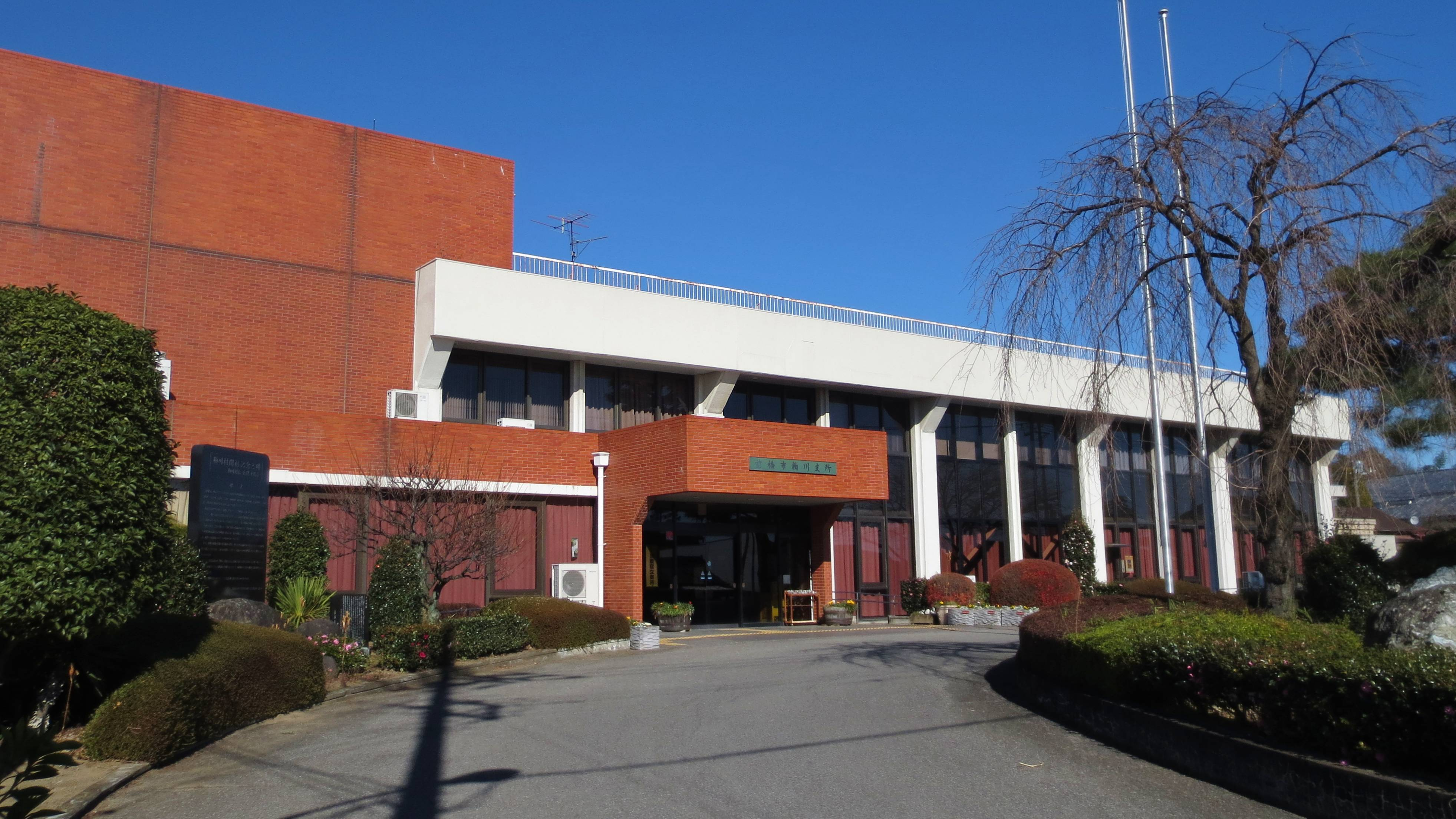
前橋市役所粕川支所

- 前橋市役所粕川支所
- 前橋市立粕川中学校
- 上毛電気鉄道上毛線粕川駅
- 前橋市粕川公民館
- 粕川総合グラウンド運動場

## 避難所
当町が避難対象区域となった場合、町内にある前橋市立粕川中学校に避難する。